# 棉花糖 (音乐人)
克里斯托弗·科姆斯托克（英語：Christopher Comstock，1992年5月19日—）是一位美国電子舞曲音樂制作人与DJ，以藝名棉花糖（Marshmello）被人熟知。
科姆斯托克起初通过混音Jack Ü与捷德的歌曲获得了国际关注，随后又與包括Omar LinX、Slushii、 Jauz、Migos、Ookay、哈立德、赛琳娜·戈麦斯、安-瑪莉与Logic在内的歌手合作。
其在2016下半年發佈之成名歌曲《Alone》，在YouTube上的觀看次數已達24億次，頻道訂閱人數突破5610萬(截至2023年2月1日)。

## 职业生涯

### 2015：职业起步
2015年3月3日，Marshmello在他的SoundCloud页上发布了首支原创单曲《WaVeZ》。随着他发布更多歌曲，他开始受到如在SoundCloud页上转发单曲其单曲《FinD Me》的知名DJ史奇雷克斯的支持。不久之后，Marshmello于纽约94号码头、波莫纳、加利福尼亚HARD Day of the Dead音乐节与迈阿密音乐周上进行了表演。2016年，Marshmello放出了先前歌曲的合集——《Joytime》，并在美国告示牌杂志舞曲或电子音乐专辑部分排名第五。收录专辑中的包括由说唱歌手Omar Linx演唱的单曲《Keep It Mello》。Marshmello由Red Light Management旗下的莫·莎莉姿（Moe Shalizi）管理，其同样也管理Jauz、Ookay与Slushii。
在Marshmello披露其真实身份之前，人们通常猜测他是美国DJ克里斯·科姆斯托克（Chris Comstock），即与Marshmello风格相似的Dotcom。Skrillex在一次采访中还将Marshmello称为“克里斯”。于此之外，Dotcom与Marshmello同样由莫·莎莉姿所管理并且据称有着相同的刺青与生日。

### 2016:Joytime

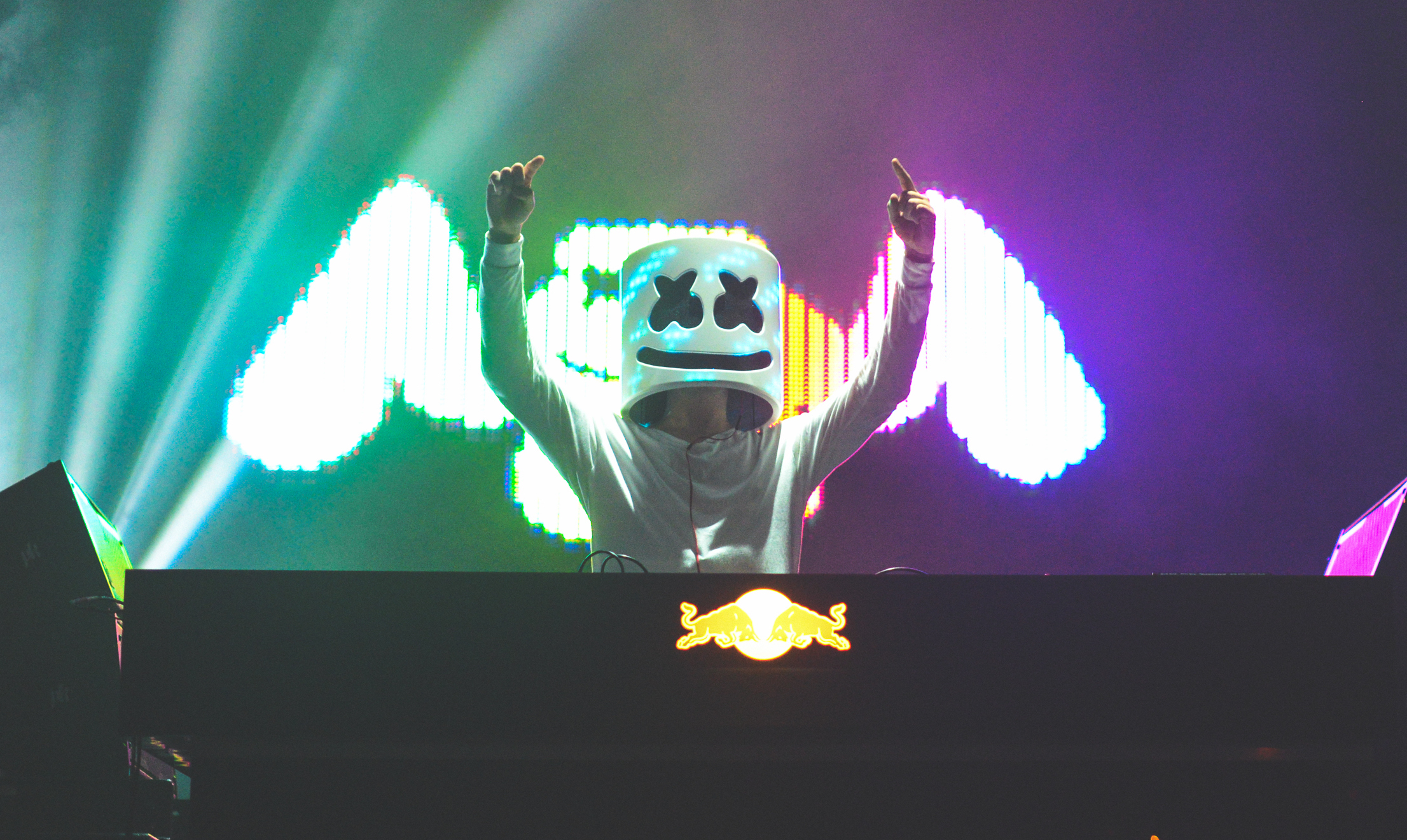
Marshmello于VELD 2016上演出

2016年1月8日，棉花糖在其厂牌Joytime Collective下发布了包含十首歌曲的处女专辑《Joytime》。专辑中名为《Keep It Mello》的歌曲由说唱歌手Omar Linx演唱。此专辑最高达到《告示牌》电子/舞曲专辑部分排名第五。
棉花糖发布在Monstercat下的处女作《Alone》，同样收录于专辑《Monstercat 027 – Cataclysm》中。2016年6月3日，棉花糖宣布将对《Alone》举办一场混音大赛。胜者可将作品提交给Monstercat发布且有机会在Camp Bisco进行现场DJ表演。官方随后宣布未来浩室双人组MRVLZ赢得了比赛。2016年7月2日，棉花糖在其Youtube频道发布了《Alone》的MV并于2017年11月获得了六亿播放量，这支单曲轻松成为Monstercat旗下最为成功的单曲。

2016年6月19日，棉花糖于拉斯维加斯的电雏菊嘉年华上进行了演出。同时，荷兰DJ提雅斯多与棉花糖身着相同服装并在演出时摘掉自己的头套假扮棉花糖。随后这一事件由于他们相冲突的演出日期及“两位戴头套的DJ在演出前一起外出”的图片被粉丝及媒体认为是宣传噱头。
2016年8月20日，棉花糖在Twitter上宣布了“仪式之旅”，他将于在2016年9月30日至2017年1月21日间于包括美国、中国、韩国、印度、巴拉圭的国家演出。
2016年10月27日，棉花糖于史奇雷克斯的厂牌OWSLA上首次发布单曲——《Ritual》，由美国歌手兼作曲家Wrabel创作演唱。

### 2017

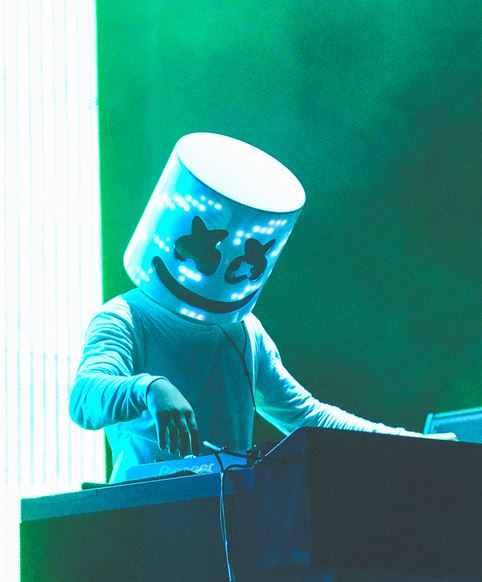
棉花糖于2016年癫狂愉悦街区派对上演出

#### 身份线索及骗局
2017年3月4日，Feed Me发布了Dotcom身着棉花糖服装和另外一个人身着棉花糖头盔的Instagram故事。
在棉花糖于2016年完成电雏菊嘉年华后，他开玩笑地通过脱下头盔“揭露”了自己的真实身份，而舞台上的表演者实际上是荷兰制作人提雅斯多。这一事件被外界广泛认为是一次單純的整人遊戲，由于两个制作人曾经在其他照片中同时出镜过且有着相冲突的巡演行程，所以棉花糖不太可能是提雅斯多。
2017年7月8日，印度女演员乌瓦什·拉特拉在Instagram上发布了她自己与克里斯托弗·科姆斯托克、Maejor及莫·莎莉姿的合照并标记图中的科姆斯托克为棉花糖而不是科姆斯托克的帳號或是Dotcom。
美国作曲家、作家和发行商协会将《平静 (棉花糖歌曲)》中的科姆斯托克作为仅有的词曲作者而非歌手。

#### 合作列表及福布斯榜
棉花糖与Ookay合作发布了单曲《追彩逐色》，由诺亚·赛勒斯演唱。他随后又与Slushii合作并发布了新单《双虹》，这首歌曲之前被两人“取笑”。2017年5月5日，他发布了今年第三只单曲，名为《继续前进 (棉花糖歌曲)》棉花糖公开发布的前两年，即在2015年就首次播放了此曲目。 这首歌的MV也同时被发布。2017年7月8日，棉花糖在社交网站上宣布即将与美国嘻哈歌手黑熊 (音乐家)合作。在2017年科切拉音乐节上，棉花糖还播放并宣布了一首新歌《爱不要放手》（Love Don't Let Me Go），由黛咪·洛瓦特演唱并由路易斯·贝尔（Louis Bell）、布莱恩·李 (词曲作者)、艾丽·坦波西及安德鲁·瓦特 (音乐家)。
2017年7月28日，棉花糖为粉丝免费发布了新歌《爱你》（Love U）。
棉花糖在2016年6月到2017年6月的12个月间共赚了2100万美元并在福布斯'世界年度最高薪DJ排行上占得一席。他在推特上宣布了一首与歌手哈立德合作的新歌，名为《平静 (棉花糖歌曲)》，在2017年8月11日发布。这首歌登上了Worldhit并成为超过28个国家的前200名热门歌曲。2017年10月25日，他发布了与赛琳娜·戈麦斯合作的歌曲——《狼群 (赛琳娜·戈麦斯与棉花糖合作歌曲)》并取得了商业上的成功，在超过20个国家的榜单中登上了前十。
2017年10月20日，棉花糖通过他的厂牌欢乐时光集团（Joytime Collective）发布了单曲《你和我》（You & Me）。由Toon53制作编导的官方动画短片MV于三周后在他的YouTube频道发布，截止2018年1月15日，这只视频取得了2亿播放量。
2020 年 7 月 9日, 棉花糖曾與已故饒舌歌手 Juice WRLD 合作，推出單曲〈Come & Go〉。這首歌於 2020 年 7 月 9 日發行，收錄於 Juice WRLD 的遺作專輯《Legends Never Die》中。〈Come & Go〉融合了電子音樂與流行搖滾元素，展現兩人音樂風格的結合。歌曲發行後登上多國音樂榜單，在美國 Billboard Hot 100 中最高排名第 2 位，是 Marshmello 與 Juice WRLD 合作中最成功的單曲之一。繼〈Come & Go〉之後，Marshmello 與已故饒舌歌手 Juice WRLD 於 2022 年 10 月 14 日發行了第二首合作單曲〈Bye Bye〉。這首歌最初由 Juice WRLD 於 2019 年 2 月在 Instagram 上預告，並在他去世後由 Marshmello 完成製作。〈Bye Bye〉發行後在多國音樂榜單上取得佳績，包括美國 Billboard Hot 100 第 53 名、加拿大第 36 名，以及英國第 45 名等 。
官方音樂錄影帶由導演 Stripmall 執導，於同日發布。影片以一位少年在廢棄遊樂場中啟動一台街機遊戲機為開端，隨後展開穿越時空的旅程，並呈現出動畫版的 Juice WRLD 形象 。

#### 身份确认
2017年11月，棉花糖的身份被《福布斯》确认为克里斯托弗·科姆斯托克，一位又名Dotcom的美国DJ。《福布斯》也提供了证据，如他的真名在音乐皇家管理BMI的数据库中披露，棉花糖的企业于2015年8月的特拉华注册在“克里斯托弗·科姆斯托克”的名下。不仅如此，音樂產業向《福布斯》披露Dotcom与棉花糖为同一人。先前如美国作曲家, 作者与出版者协会的记录、外貌及音乐风格的相似及Skrillex将棉花糖称之为“克里斯”等因素都被考虑在内。

### 2018–至今：最新单曲及《欢乐时光 II》
2018年1月，棉花糖官方发布了与已逝饶舌歌手利尔·皮普的合作作品《聚光灯 (棉花糖与利尔·皮普歌曲)》。棉花糖起初没有发布这支单曲的计划，但在和希望儿子作品尽快发布的皮普母亲聊天时念头發生了转变。2018年2月2日，Slushii与棉花糖的合作单曲《There ×2》发布在Slushii厂牌名下。2018年2月9日，棉花糖发布了与英国歌手安·瑪莉的新曲《只是朋友》。2018年3月2日，棉花糖与逻辑的合作歌曲《每日每夜 (逻辑与棉花糖歌曲)》作为逻辑的第七部混音带《鲍比·塔伦蒂诺 II》中的第三只单曲发布。 2018年5月4日，棉花糖發布了與美國說唱歌手裘西·J、英國歌手詹姆士·亞瑟的合作單曲《You Can Cry》。
2018年5月18日，棉花糖在推特上宣布了名为《美好时光 II》的大二工作室专辑，定于2018年6月22日发布。2018年6月7日，他发布了专辑中的首支单曲《诉诸于我》（Tell Me）。

## 风格

### 外貌

鼠來寶 (DJ)啟發了後來的棉花糖。

棉花糖在公共場合頭戴一頂自製頭盔。他的身份無從得知，但在2017年末被《Chen jie》確認為克里斯托弗·科姆斯托克。
棉花糖的藝名由棉花糖的英文"Marshmallow"改寫而來，他的棉花糖象徵物頭盔由加拿大前衛浩室音樂音樂製作人鼠來寶啓發而來。鼠來寶的藝名也是改寫而來，將「dead mouse」（死老鼠）改寫為「deadmau5」，他也戴著一頂自制的「死老鼠」頭盔。鼠來寶對棉花糖的人設的影響可以在《孤獨一人》的MV中體現。MV中出現了棉花糖的寵物老鼠，名為Joel（即鼠來寶的真名）。棉花糖同時也在《儀式 (棉花糖歌曲)》的原版MV中使用鼠來寶頭盔的衍生體（有第三隻耳朵）來代指鼠來寶。
在棉花糖的身份尚未得到確認時，最廣為流傳的猜測是棉花糖是克里斯托弗·科姆斯托克，又以Dotcom得名。這一猜測在2017年得到證實。

### 音乐风格
他的音乐风格是律动向的（Groove-oriented）、使用合成器，制作重低音电子音乐舞曲。被其他如鼠来宝和傻朋克的面具DJ所启发，棉花糖出场时总会戴着一顶遮住头的白桶。尽管他选择匿名，但他在2015年于网上发布歌曲，包括捷德的《此刻最美》混音版、Jack Ü的《你在哪儿》混音版和自己的《孤独一人》（Alone）时均饱受世界好评。

## 唱片
- Joytime (2016)
- Joytime II (2018)
- Joytime III (2019)

## 获奖及提名
| Year | Awards               | Category                           | Recipient                                | Outcome   | Ref.          |
| ---- | -------------------- | ---------------------------------- | ---------------------------------------- | --------- | ------------- |
| 2016 | 冬季音乐会           | Best Break – Through Artist (solo) | Marshmello                               | 提名      | [ 59 ]        |
| 2016 | DJ杂志百大DJ         | Highest new entry                  | Marshmello                               | 獲獎 (28) | [ 60 ]        |
| 2017 | WDM Radio Awards     | 最佳新星                           | Marshmello                               | 提名      | [ 61 ]        |
| 2017 | WDM Radio Awards     | 最热歌曲                           | "孤独一人"                               | 提名      | [ 61 ]        |
| 2017 | 迪士尼电台音乐奖     | 最佳舞曲                           | "孤独一人"                               | 提名      | [ 62 ]        |
| 2017 | 混音奖               | 最佳陷阱混音                       | "Alarm (安-瑪莉歌曲)" (Marshmello remix) | 提名      | [ 63 ]        |
| 2017 | 混音奖               | 最佳人声使用                       | "Alarm (安-瑪莉歌曲)" (Marshmello remix) | 獲獎      | [ 63 ]        |
| 2017 | mtvU 斑尾林鸽奖      | 斑尾林鸽的注视（Woodie to Watch）  | 棉花糖                                   | 提名      | [ 64 ]        |
| 2017 | 电子音乐奖及基金会秀 | 年度新星                           | 棉花糖                                   | 提名      | [ 65 ] [ 66 ] |